# Сава Московски
Сава Московски († око 1410) је руски православни игуман, светитељ у лику преподобног.
Православна црква помиње Саву Московског 13. јуна, у Сабору Московских и Радоњешких светитеља.
Био је ученик светог Андроника Московског, постављен је за игумана Спасо-Андрониковог манастира после смрти свог учитеља.
Сахрањен је у истом гробу са Андроником Московским.
Пахомије Логотет, 50 година после упокојења монаха Саве, писао је о њему: „Овај пречасни отац наш је у побожности, чистоти и великој светости одржавао стадо њему предано, поштован од великих кнезова и у свим земљама, због његове велике врлине и његов диван и поштен живот. Под њим се умножило стадо врлих, великих и честитих људи... Монах је живео много година угодно и побожно“.

## Иконографија
Из Андрониковог манастира сачувана је икона преподобних Андроника и Саве Московских из друге половине 19. века, где је Андроник представљен као старац у одежди, са дугом брадом, леве руке са притиснутом бројаницом. до његових прса. 1980-1990 појавило се неколико икона Андроника Московског, које су створили московски иконописци. Тако је, на пример, 1995. године за Спаски сабор Андрониковог манастира, настојатељ протојереј Вјачеслав Савиних насликао храмовну икону Преподобних Андроника и Саве Московских.